# Busehr
Busehr vagy Búsehr, angol átírásban Bushehr, Bushire (perzsa: بوشهر) város Irán délnyugati részén, a Perzsa-öböl partján. Busehr tartomány székhelye.
A közelben atomerőmű működik.
Az ókori Elámban jelentős kereskedelmi település volt, később a Szeleukida Birodalom és a Pártus Birodalom része lett. I. Ardasír szászánida király új nevet adott a városnak és bővítette. Itt volt a székhelye a Nesztorioszt követő keresztények püspökének. A mai várost Nadir sah alapította 1736-ban.

## Fordítás
- Ez a szócikk részben vagy egészben  a   Buschehr című német Wikipédia-szócikk fordításán alapul.  Az eredeti cikk szerkesztőit annak laptörténete sorolja fel. Ez a jelzés csupán a megfogalmazás eredetét és a szerzői jogokat jelzi, nem szolgál a cikkben szereplő információk forrásmegjelöléseként.